# Rideau Lakes
Rideau Lakes es un municipio canadiense situado en la provincia de Ontario.

## Superficie
Rideau Lakes tiene una superficie de 711,81 km².

## Demografía
En 2021, tenía 10 883 habitantes, una densidad poblacional de 15,3 hab./km², y 6781 viviendas.